# Albert Kapsky
Albert Kapsky (tiếng Belarus: Альберт Капскі; tiếng Nga: Альберт Капский; sinh 18 tháng 1 năm 1997) là một cầu thủ bóng đá Belarus. Tính đến năm 2018, anh thi đấu cho Minsk.